# Ankokuji Ekei
Ankokuji Ekei (安国寺 恵瓊?; 1539 – 6 novembre 1600) fu un monaco buddhista e daimyō giapponese del periodo Sengoku, servitore del clan Mōri.

## Biografia
Ankokuji Ekei apparteneva alla famiglia Takeda della provincia di Aki. Attirò da giovane l'attenzione di Mōri Motonari che lo volle come servitore. 
Uomo di eccezionale intelligenza e intuizione, Ekei accompagnò Motonari nella maggior parte delle sue campagne, il quale si divertiva a conversare con il suo "piccolo monaco". Quando Motonari morì nel 1572, Ankokuji viaggiò per un po' di tempo prima di tornare al servizio di Mōri Terumoto e diventare l'abate del santuario Ankokuji. Più tardi, durante la lunga guerra contro il clan Oda, Ekei ebbe il ruolo di negoziatore Toyotomi Hideyoshi, il quale lo aveva incontrato nel 1573. Hideyoshi sviluppò un attaccamento per Ekei e gli conferì un feudo del valore di 60.000 koku nella provincia di Iyo. Ekei divenne membro del vicino entourage di Hideyoshi, assieme a Hosokawa Fujitaka e Sen no Rikyū.
Sebbene fosse un sacerdote, Ekei guidava uomini sia per Hideyoshi che per Mōri Terumoto. Durante la campagna di Odawara (1590) partecipò all'assedio di Shimoda e nelle campagne coreane (1592-93, 1597-98) servì nello staff di Terumoto. Le lettere inviate da Ekei a Terumoto indicano inoltre che i doveri di Ekei andavano oltre i consigli, sebbene questi consigli si sarebbero rivelati sfortunati per il futuro dei Mōri dopo la morte di Hideyoshi.
Quando nel 1600 il Giappone venne diviso tra Ishida Mitsunari e Tokugawa Ieyasu, Ekei si unì alla prima ed esercitò una pressione significativa su Terumoto affinché facesse lo stesso, prevalendo alla fine sul consiglio più cauto di Kikkawa Hiroie. Durante la battaglia di Sekigahara guidò un contingente di 1.800 uomini sul monte Nangu, posizionato vicino alle truppe di Hiroie e Natsuka Masaie. Quando gli eserciti principali si scontrarono intorno al villaggio di Sekigahara, Ekei e le truppe Mōri (comandate da Mōri Hidemoto) decisero di entrare nella mischia, attesero che Hiroie, la forza d'avanguardia dei Mōri, si muovesse. A loro insaputa Hiroie aveva negoziato un accordo segreto con Ieyasu e non aveva intenzione di muoversi. Ekei e il suo generale vicino, Natsuka, soldati inesperti, non ebbero la capacita di modificare tale scelta e così i 25.000 soldati dei Mōri e quelli dei Chōsokabe rimasero inattivi. Questa inattività sigillò la sconfitta della coalizione occidentale assieme al tradimento di Kobayakawa Hideaki. Una volta che la sconfitta fu evidente Ekei e altri cercarono di fuggire in fretta. Ekei stesso si sforzò di fuggire in un palanchino sul To-ji ma fu catturato, secondo una leggenda, da un ronin che aveva un vecchio rancore contro di lui. 
Dopo la cattura Ieyasu lo condannò a morte a Kyoto.

## Nella cultura di massa
È stato interpretato da Naomasa Musaka nel film del 2023 Kubi.